# Chrysolina eldae
Chrysolina eldae é uma espécie de artrópode pertencente à família Chrysomelidae.